# 군산 말도 습곡구조
군산 말도 습곡구조는 대한민국 전북특별자치도 군산시 옥도면 말도에 있는 습곡 구조이다. 2009년 6월 9일 대한민국의 천연기념물 제501호로 지정되었다.

## 개요
선캄브리아기는 고생대 이전의 매우 오래된 지질시대로서, 이 시대의 암석은 대부분 심한 변성작용을 받아 원래의 암석 구조가 남아있는 경우가 드문편이다. 하지만 군산 옥도면 말도의 선캄브리아기(신원생대) 지층은 심한 변성과 변형 작용에도 불구하고 연흔과 사층리 등의 퇴적구조를 아직까지도 잘 간직하고 있다. 이러한 구조의 연구를 통해 우리나라의 선캄브리아기 퇴적환경을 해석할 수 있다는 점에서 이 지층은 중요한 학술적 가치를 지니고 있다.
이 지층은 또한 나중의 지각변형에 의해 만들어진 여러 구조들을 잘 보여주고 있는데, 이러한 구조들 중 습곡은 나타나는 형태와 종류가 다양할 뿐만 아니라 습곡이 만들어질 때 부수적으로 생기는 다양한 구조들이 함께 나타나는 것이 특이하다. 그 중에는 국내에서 보기 힘든 희귀한 구조들(충상의 듀플렉스 구조, 여러 단계에 걸쳐 만들어진 중첩된 습곡 등)도 포함되어 있으며 보존상태도 매우 양호하다. 이러한 점들이 이 지층을 국내 여타 지역의 선캄브리아기 지층과 구별 짓는 중요한 특징이다.

## 같이 보기
- 군산시의 지질
- 습곡